# Quint Publili Filó
Quint Publili Filó (en llatí: Quintus Publilius Q. F. Q. N. Philo) va ser un magistrat romà i un general destacat a la Segona Guerra samnita. Va ser autor d'una de les grans reformes de les lleis romanes, elegit quatre cops cònsol de Roma, mestre de la cavalleria i pretor. Formava part de la gens Publília, i era de la família dels Publili Filó.
L'any 339 aC va ser cònsol juntament amb Tiberi Emili Mamercí, i va derrotar els llatins. El mateix any va ser nomenat dictador a proposta del seu col·lega, i com a tal va proposar les leges Publiliae Philonis, que van abolir el poder de l'assemblea patrícia a la Cúria i en la pràctica van elevar als plebeus al mateix rang que els patricis. Per imposar aquestes normes segurament va ser nomenat dictador, cosa que necessitava un acord amb el senat i s'esperava una gran oposició dels patricis, que a la fi no es va donar. Segons Titus Livi les lleis Publílies eren tres: la primera que establia el senatusconsultum com a validació dels plebiscits i donava força legislativa als comicis tribunats. La segona establia que les lleis establertes fora dels comicis tribunats, és a dir establertes pels comicis centuriats, havien de ser confirmades per la Cúria, però prèviament a la votació (és a dir s'eliminava el dret de veto). I la tercera establia que un dels dos censors havia de ser plebeu. Potser hi va haver una quarta llei que establia que en anys alterns el pretor seria plebeu.
L'any 337 aC Quint Publili Filó va ser el primer pretor d'origen plebeu. El 335 aC va ser magister equitum del dictador Luci Emili Mamercí Privernes. I el 332 aC va ser censor amb Espuri Postumi Albí, i durant la censura es van afegir les tribus Mètia i Escàptia, i es va donar ciutadania als acerrans.
L'any 327 aC Filó va ser cònsol per segona vegada amb Luci Corneli Lèntul. Va ser enviat contra Paleòpolis, al sud d'Itàlia, que va assetjar, però no la va poder conquerir abans del final del seu mandat i el seu imperium li va ser prorrogat com a procònsol per mitjà d'un senatusconsultum i un plebiscit. Va ser el primer procònsol de la història romana. A l'any següent (326 aC), durant la Segona Guerra Samnita va conquerir Paleòpolis mercès a la traïció de dos ciutadans, Carilau i Nimfi, que van expulsar a la guarnició samnita i van obrir les portes als romans. A la seva tornada a Roma va celebrar un triomf.
El 320 aC Filó va ser cònsol per tercera vegada amb Luci Papiri Cursor Mugil·là. Els dos homes eren considerats els dos generals més grans del seu temps, i la designació es va fer per sobreposar-se a la gran derrota del 321 aC a la batalla de les Forques Caudines. Els dos cònsols van anar al Samni, i van assetjar Lucèria. Papiri Cursor va ser rodejat dins del seu campament fortificat per un exèrcit samnita que venia a aixecar el setge, però va rebre l'oportuna ajuda del segon exèrcit romà dirigit per Filó que va derrotar els samnites.
L'any 315 aC va ser elegit cònsol per quarta vegada altre cop amb Luci Papiri Cursor Mugil·là. Dels cònsols d'aquest any no en parla Titus Livi que diu simplement que els cònsols del 315 aC es van quedar a Roma i la guerra va ser conduïda pel dictador Quint Fabi Màxim Rul·lià. D'aquest consolat en parlen els Fasti.